# Óscar de Lemos
Óscar de Sousa Lemos (Viana do Castelo, 17 de setembro de 1904 — Lisboa, 10 de dezembro de 1954) foi um ator e cantor português.

## Biografia
Óscar de Lemos nasceu a 17 de setembro de 1904, na Rua Nova de São Bento, freguesia de Santa Maria Maior, em Viana do Castelo, filho natural de Maria das Dores de Sousa, natural da mesma freguesia. Aos 10 anos, instala-se na casa de uns tios, no Porto, para estudar. Na Invicta, assistiu às primeiras sessões de cinema. Mais tarde muda-se para Lisboa, onde frequenta o Liceu Gil Vicente, que abandona para se tornar comerciante, depois perfumista e ainda angariador de seguros.
Figura de uma certa boémia lisboeta, canta e toca gaita-de-beiços na humorística Orquestra Aldrabófona, da Sociedade de Geografia da Trafaria, fazendo sucesso no pioneiro Rádio Clube Português dos anos 30. Foi então recrutado em 1936 para a equipa que acompanharia Jorge Brum do Canto até à ilha de Porto Santo para rodar A Canção da Terra, sendo convidado para interpretar o papel de "Caçarola". O êxito da sua participação nesse filme fá-lo singrar no cinema português durante alguns anos, obtendo grande sucesso em Aldeia da Roupa Branca, João Ratão e A Menina da Rádio, onde ficam famosos os seus dotes vocais e artísticos.
Em 1946 afasta-se do cinema. Faleceu aos 50 anos de idade, a 10 de dezembro de 1954, no Hospital de São José, em Lisboa, depois de ter sofrido uma hemorragia cerebral no Rossio. Encontra-se sepultado no Cemitério do Alto de São João, em Lisboa.
Uma reportagem da RTP descreve o ator como detentor de uma personalidade extremamente simpática e possuidor de um sorriso alegre e contagioso.
O seu nome faz parte da toponímia de: Oeiras (freguesia de Barcarena) e Sesimbra (freguesia do Castelo).

## Filmografia
| Ano  | Filme                             | Personagem                   | Referências |
| ---- | --------------------------------- | ---------------------------- | ----------- |
| 1938 | A Canção da Terra                 | Caçarola                     | [ 1 ]       |
| 1938 | A Hora H                          | -                            | [ 1 ]       |
| 1939 | Aldeia da Roupa Branca            | Luís                         | [ 1 ]       |
| 1940 | João Ratão                        | João Ratão                   | [ 1 ]       |
| 1941 | Porto de Abrigo                   | António                      | [ 1 ]       |
| 1943 | Amor de Perdição                  | Arrieiro                     | [ 1 ]       |
| 1944 | A Menina da Rádio                 | Óscar                        | [ 1 ]       |
| 1945 | A Noiva do Brasil                 | Segismundo de Melo           | [ 1 ]       |
| 1945 | Madalena... Zero em Comportamento | -                            | [ 1 ]       |
| 1946 | Ladrão de Luva Branca             | Parabellum                   | [ 1 ]       |
| 1946 | É Perigoso Debruçar-se            | Mariano, Barão de Monteverde | [ 1 ]       |